# Fontenelle-en-Brie
Fontenelle-en-Brie ist ein französisches Dorf mit 218 Einwohnern (Stand 1. Januar 2022) in der Region Hauts-de-France, im Département Aisne und im Arrondissement Château-Thierry. Die ehemals selbständige Gemeinde gehörte bis 2015 zum Kanton Essômes-sur-Marne. Durch ein Dekret vom 10. September 2015 ging sie mit Wirkung vom 1. Januar 2016 in der neu gebildeten Gemeinde Dhuys et Morin-en-Brie, einer Commune nouvelle, auf. Seither trägt die Ortschaft den Status einer Commune déléguée.
Nachbarorte sind Montfaucon und Viffort im Nordwesten, Montlevon im Norden, Artonges im Nordosten, Montmirail im Südosten, Marchais-en-Brie im Süden, L’Épine-aux-Bois im Südwesten sowie Rozoy-Bellevalle im Westen.
Fontenelle-en-Brie wird von der vormaligen Route nationale 373 passiert.

## Bevölkerungsentwicklung
| Jahr      | 1962 | 1968 | 1975 | 1982 | 1990 | 1999 | 2008 | 2014 |
| --------- | ---- | ---- | ---- | ---- | ---- | ---- | ---- | ---- |
| Einwohner | 189  | 174  | 161  | 144  | 153  | 171  | 184  | 220  |

## Sehenswürdigkeiten

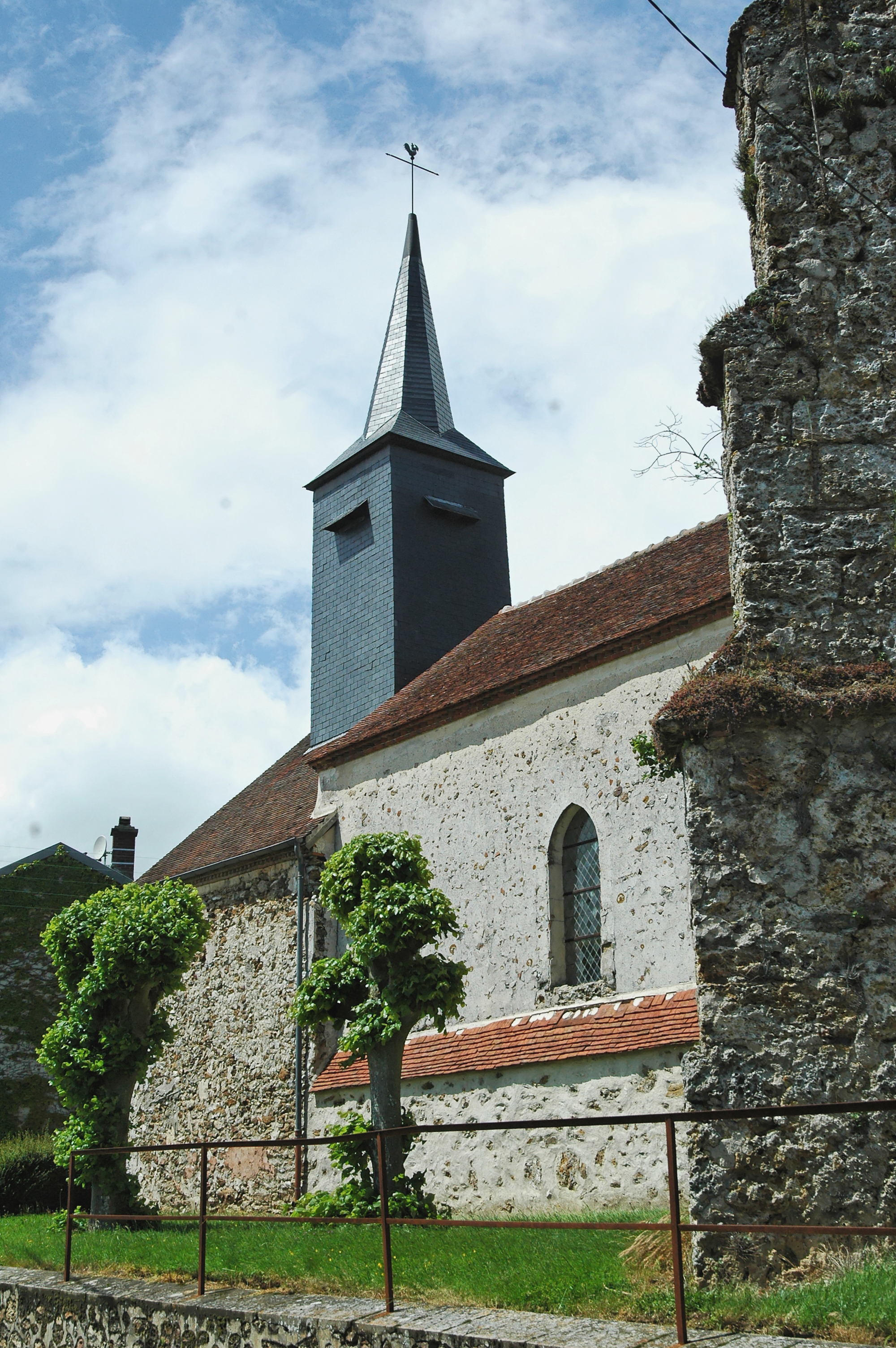
Kirche Saint-Theobald

- Kirche Saint-Theobald
- Gefallenendenkmal